# أنبوب تصريف جراحي

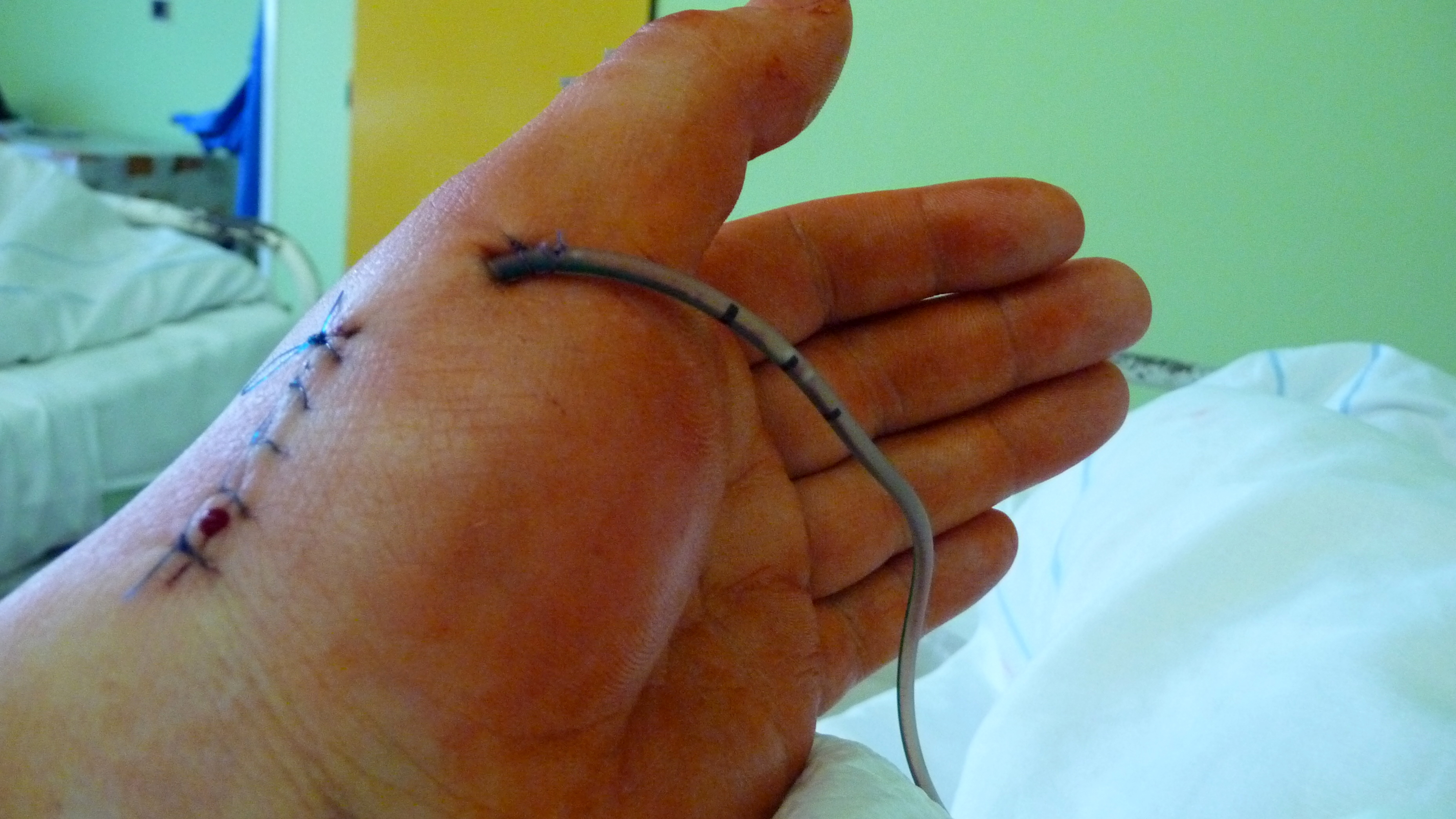
تصريف جراحي لليد اليسرى بعد جراحة

أنبوب التصريف الجراحي أو الدرنقة (بالإنجليزية: Drainage Tube)هو أنبوب يستخدم لإزالة القيح أو الدم أو السوائل الأخرى من جرح. يتم وضعها عادة بواسطة الجراحين أو أخصائيي الأشعة التداخلية.

## الاستعمال
يتناقص الاستخدام الروتيني لأنابيب التصريف في العمليات الجراحية حيث يؤدي الفحص الإشعاعي الأفضل والثقة في التقنية الجراحية إلى تقليل ضرورتهما. يُنظر الآن أن أنابيب التصريف قد تعوق الشفاء من خلال العمل بمثابة «مرساة» تحد من الحركة بعد الجراحة، وقد يسمح التصريف نفسه بالعدوى في الجرح. في حالات معينة لا يمكن تجنب استخدام أنابيب التصريف.

## المضاعفات
تميل أنابيب التصريف إلى الانسداد، مما يؤدي إلى حبس السوائل التي يمكن أن تؤدي للعدوى أو مضاعفات أخرى. وبالتالي يجب بذل جهود لصيانتها والتأكد من تمام عملها. بمجرد انسداد الأنبوبة، يتم إزالتها عادةً، حيث تصبح بلا فائدة.

## الأنواع
- تصريف جاكسون براد
- تصريف بن روز
- الإغلاق بمساعدة الإفراغ
- تصنيف رديفاك
- تصريف بجتيل